# Viktor Burajev
Viktor Michailovitj Burajev (ryska: Виктор Михайлович Бураев), född den 23 augusti 1982 är en rysk friidrottare som tävlar i gång. 
Burajevs genombrott kom när han blev bronsmedaljör vid VM för juniorer 2000 på 10 000 meter gång. Han deltog vid VM 2001 i Edmonton, där han slutade på en tredje plats på 20 km gång. 
Han har två gånger slutat precis utan för medaljplats. Både vid EM 2002 och vid EM 2006 i Göteborg blev han fyra. Han deltog även vid Olympiska sommarspelen 2004 i Aten, då han slutade på en 22:a plats.
I samband med IAAF World Race Walking Cup 2008 åkte han fast för dopning och stängdes av från allt tävlande till och med 2010.